# Хам-нги-де
Хам-нги-де (вьет. Hàm-nghi đế, тьы-ном 咸宜帝) (3 августа 1871, Хюэ, Династия Нгуен — 14 января 1944, Эль-Биар, Бузареа, Алжир, Французский Алжир, Франция) — 8-й император Вьетнама из династии Нгуен, правивший с 15 февраля по 6 декабря 1885 года.
Известен в истории по названию своего девиза правления — Хам-нги (вьет. Hàm-nghi, тьы-ном 咸宜). Настоящие имена — Фук Минь (вьет. Phúc Minh) , Фук Ынг Лить (вьет. Phúc Ưng Lịch, тьы-ном 福膺𧰡).

## Жизнеописание
4 июля 1885 года во Вьетнаме началось восстание мандаринов, при поддержке крупномасштабного движения сопротивления вьетнамских повстанцев «Канвыонг» и под руководством двух регентов Нгуен Ван Тыонга и Тон Тхат Тхюета. Французские колониальные войска штурмовали дворец, и Тон Тхат Тхюет укрыл императора Хам-нги-дэ и трёх его жён в подвале.
Ему удалось в итоге бежать, и Хам-нги-дэ вместе с Тон Тхат Тхюетом ушёл в горы и джунгли Лаоса, чтобы там вести партизанскую войну против французов, а французы возвели на престол вместо него его брата Донг Кханя.
В октябре 1888 года после серии поражений Хам-нги-дэ скрывался в сокрытом доме около реки Най с Тон Тхат Тхипом, вторым сыном Тон Тхат Тхюета, и лишь несколькими слугами. Там он был предан главой своих охранников-монгов, Чанг Куанг Нгоком, и взят в плен 1 ноября, тогда как Тон Тхат Тхует был убит. 2 ноября его передали французским офицерам.
12 декабря 1888 года он был сослан в Алжир. Там он женился на алжирской француженке Марсель Лалу 4 ноября 1904 года, и у них родилось трое детей. До конца жизни он больше не поднимал оружие против французов.